# Audimas
Audimas (vom Litauischen, deutsch Weben) ist ein litauischer Sportartikelhersteller und das größte Unternehmen der Bekleidungsindustrie im Baltikum.

## Unternehmensprofil
Der Sportartikelhersteller produziert Bekleidung und Zubehör für professionelle Sportler. Das Unternehmen beschäftigt rund 700 Mitarbeiter und verfügt über Verwaltungs- und Produktionsstätten im litauischen Kaunas sowie Filialen in Jonava, Prienai, Alytus, Tauragė, der Hauptstadt Vilnius und in Belarus. Die Produkte werden darüber hinaus nach Lettland, Estland, Russland und die Länder Skandinaviens exportiert.
2012 erzielte das Unternehmen einen Umsatz von umgerechnet 24,89 Millionen Euro. Zu den Anteilseignern des an der litauischen Wertpapierbörse notierten Sportartikelherstellers gehören Ona Balžekienė mit 29,83 Prozent, Rimvydas Povilaitis und Arvydas Povilaitis mit je 29,83 Prozent sowie andere Anleger mit 10,51 Prozent der Aktien.

## Geschichte
Das Unternehmen wurde 1931 gegründet. 1998 wurde der Sportanzug Uno mit dem litauischen Jahresproduktpreis ausgezeichnet. 2001 wurde das Unternehmen zum erfolgreichsten Lieferanten für IKEA in den baltischen Ländern. 2001 und 2003 wurde es zum besten litauischen Exporteur des Jahres ernannt.
Das Unternehmen unterstützt neben Einzelsportlern auch Vereine und Verbände, wie das litauische und lettische nationale Leichtathletikteam, die litauische Basketballmannschaft LR Vilnius, die lettische Basketballnationalmannschaft, die litauischen Basketballligaclubs, aber auch junge Athleten wie Arvydas-Sabonis-Schule und Šarūnas-Marčiulionis-Basketballschule.

## Bildergalerie

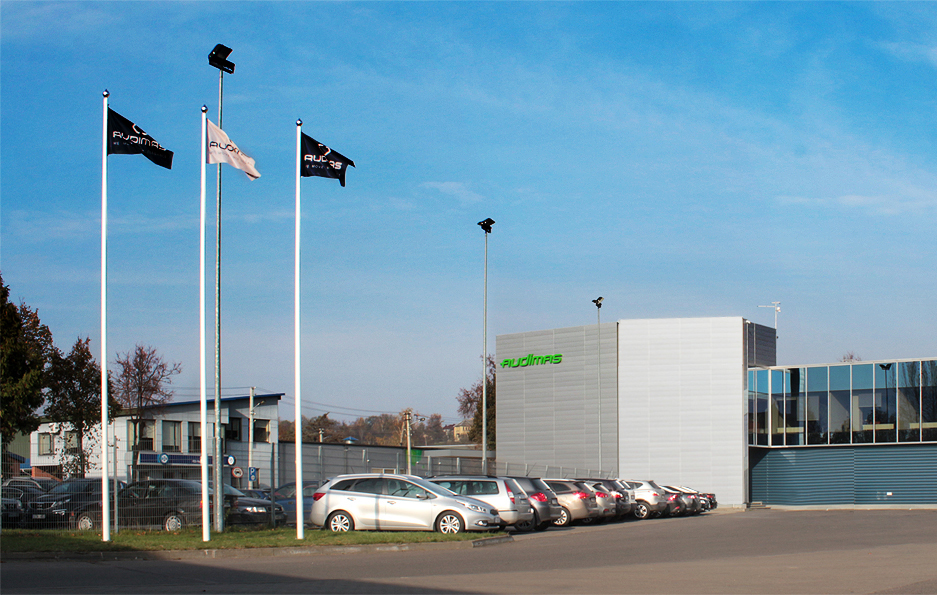
Hauptquartier von Audimas in Kaunas (2014)
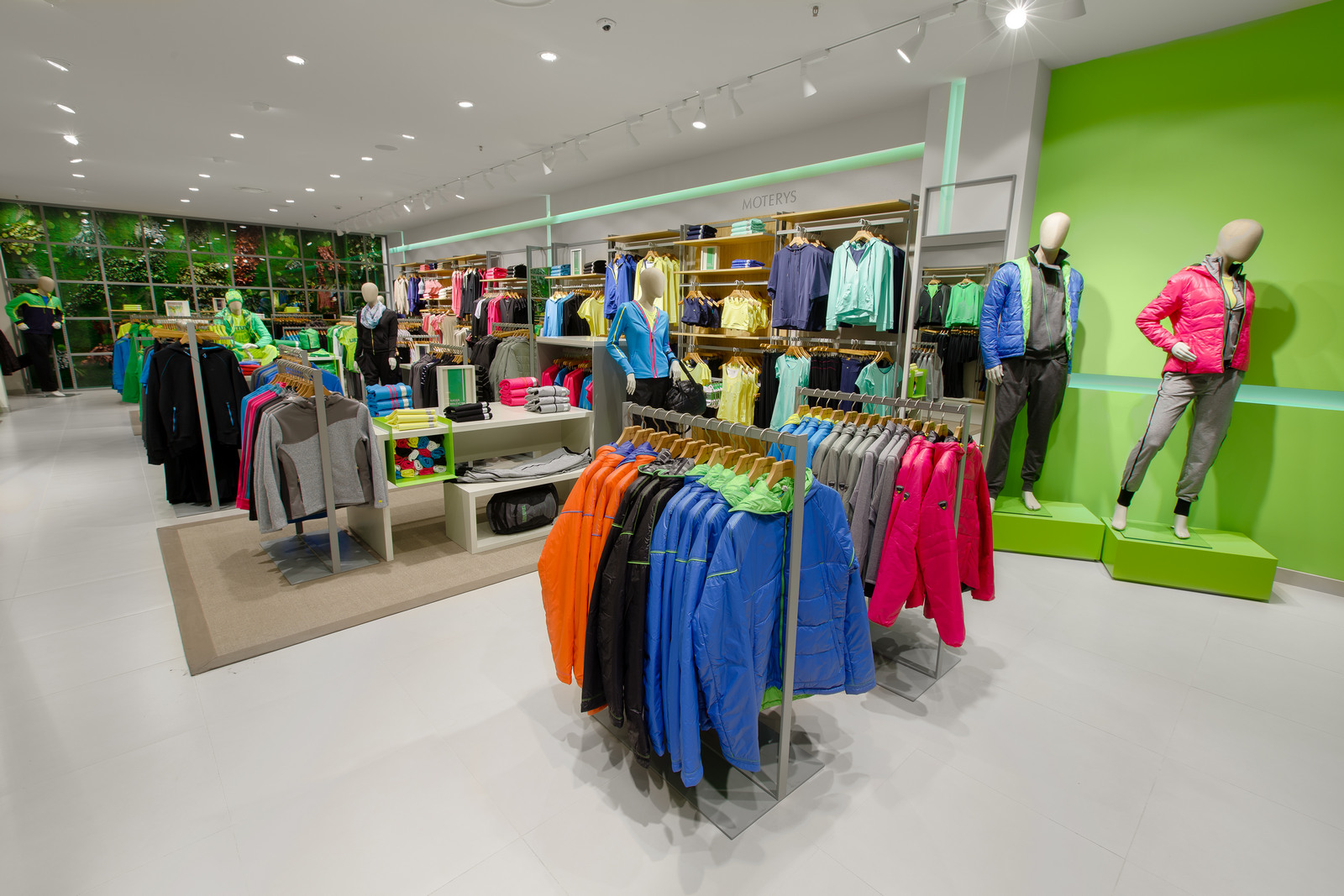
Markengeschäft von Audimas (2014)
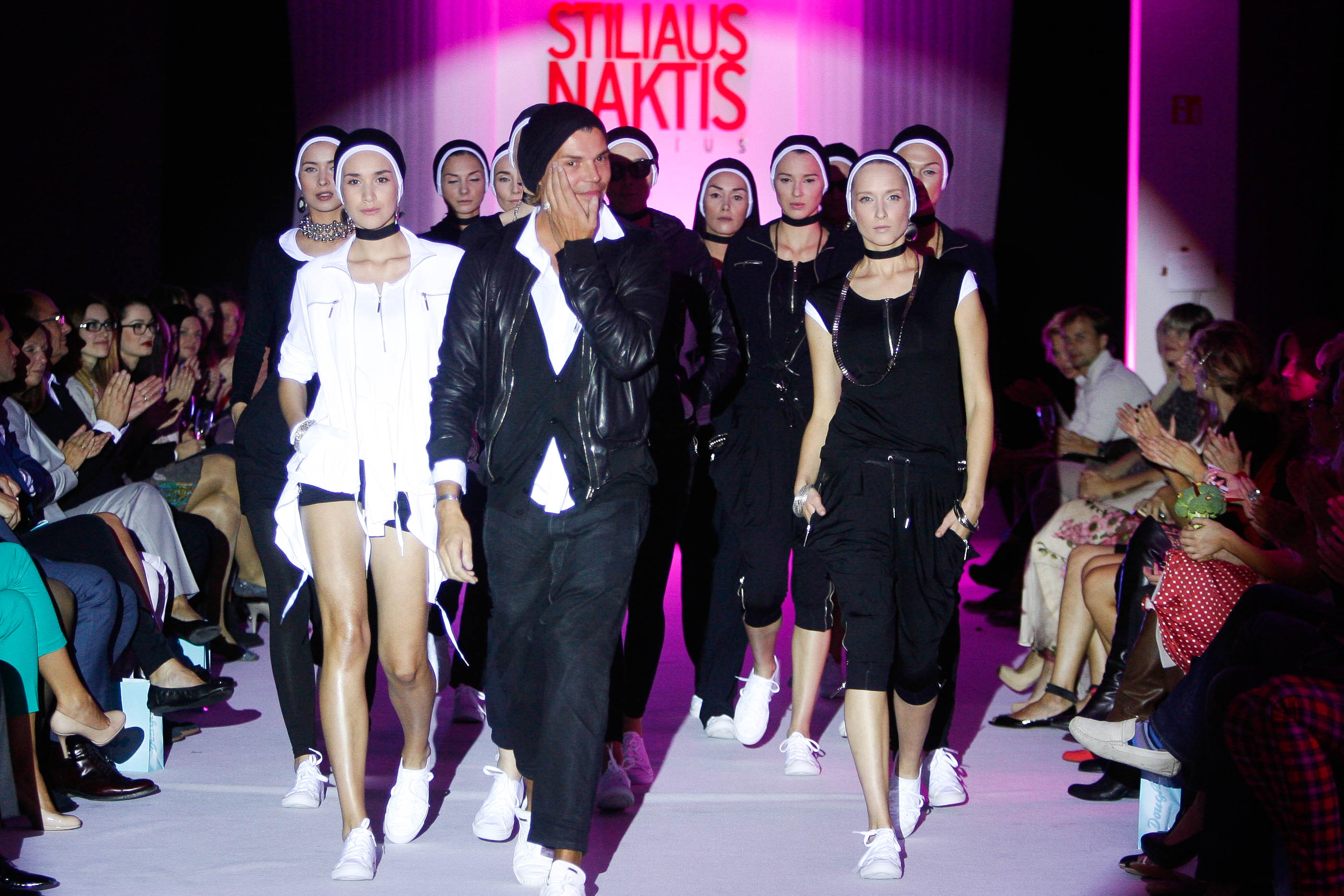
Präsentation einer Kollektion von Audimas (2012)
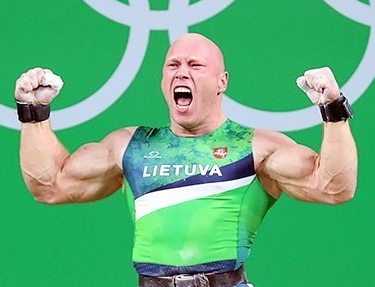
Gewichtheber Aurimas Didžbalis in einem Wettkampfsinglet von Audimas (2016)
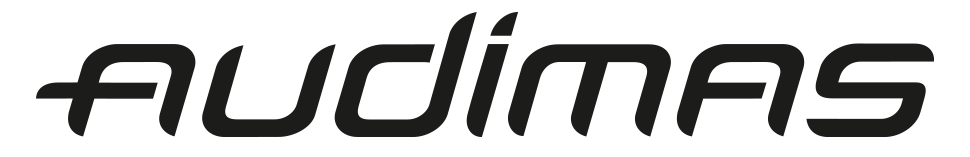
Altes Logo des Unternehmens